# Tipula selenitica
Tipula selenitica är en tvåvingeart som beskrevs av Johann Wilhelm Meigen 1818. Tipula selenitica ingår i släktet Tipula och familjen storharkrankar. Inga underarter finns listade i Catalogue of Life.